# Neuilly-l'Hôpital
 Neuilly-l'Hôpital  es una población y comuna francesa, en la región de Picardía, departamento de Somme, en el distrito de Abbeville y cantón de Nouvion.

## Demografía
| 269 | 269 | 266 | 260 | 280 | 290 |
| Para los censos de 1962 a 1999 la población legal corresponde a la población sin duplicidades (Fuente: INSEE [Consultar]) |     |     |     |     |     |